# Villanueva (Liendo)
Villanueva es una localidad del municipio de Liendo (Cantabria, España). Tiene una altitud de 70 metros sobre el nivel del mar. En el año 2008 Villanueva contaba con una población de 68 habitantes (INE). Por este barrio se accede a la playa de San Julián. También se encuentran los accesos a Solpico, Presa, etc. En las antiguas escuelas de Villanueva, hoy se encuentra en fase de construcción un centro de día donde se ha aprovechado la estructura y las fachadas del mencionado colegio. En cuanto a arquitectura religiosa: destaca la ermita de San Julián, cuya cronología podría situarse a finales del siglo XII o principios del siglo XIII.